# Liste der geschützten Landschaftsbestandteile in Bamberg
Im Bamberg gab es im Mai 2022 die folgenden ausgewiesenen geschützten Landschaftsbestandteile.

## Geschützte Landschaftsbestandteile
| Tongrube in Gaustadt                           |  | LB-00792 | Bamberg Karte: 1137205776 auf OpenStreetMap | ⊙ | 6,3 |  |
| Michaelsberger Garten                          |  | LB-00907 | Bamberg Karte: 1137205775 auf OpenStreetMap | ⊙ | 4,3 |  |
| Legende für Geschützter Landschaftsbestandteil |  |          |                                             |   |     |  |